# Oratoire des Borgia
L'oratoire des Borgia ou église de la Tour se trouve à Canals dans la province de Valence, en Espagne. C'est une église construite en style gothique précoce, probablement au XIIIe siècle. 

## Historique et description
L'oratoire des Borgia est situé en face de la Tour et des murs des Borgia, et a été remanié à plusieurs reprises. Dans l'oratoire est conservée une table médiévale sur le Jour du jugement, attribuée au maître de Borbotó. L'oratoire a conservé un bouclier aux armes des Borgia qui a été perdu après la restauration de 1878. À l'origine, il faisait partie du palais des Borgia à Canals. 
Le nom original de l'oratoire était sous le vocable de la Vraie Croix. Le bâtiment se compose d'une nef unique rectangulaire, au chevet plat, avec des murs en pierre et mortier, couverts de pignons, soutenus par deux arcs de diaphragme, avec des piliers. La toiture est en partie en bois. Le retable principal original a été perdu au cours de la guerre civile espagnole. On pense qu'une des tablettes du retable actuel conserve un fragment de la Vraie Croix, cadeau du pape Calixte III, selon la tradition populaire.